# Blancas
Blancas es un municipio y localidad española de la provincia de Teruel, en la comunidad autónoma de Aragón. El término municipal, ubicado en la comarca del Jiloca, tiene una población de 134 habitantes (INE 2024).

## Geografía
Se encuentra a unos 68 km de Teruel. Tiene un área de 73,8 km² con una población de 140 habitantes (INE 2022) y una densidad de 1,89 hab./km². El código postal es 44314.

## Historia
En el año 1248, por privilegio de Jaime I, este lugar se desliga de la dependencia de Daroca, pasando a formar parte de Sesma del Río Jiloca en la Comunidad de Aldeas de Daroca, que dependían directamente del rey, perdurando este régimen administrativo hasta la muerte de Fernando VII en 1833, siendo disuelta ya en 1838.
A mediados del siglo XIX, el lugar tenía contabilizada una población de 396 habitantes. Aparece descrito en el cuarto volumen del Diccionario geográfico-estadístico-histórico de España y sus posesiones de Ultramar de Pascual Madoz de la siguiente manera:

BLANCAS: l. con ayunt., de la prov. de Teruel (12 leg.) part. jud. y adm. de rentas de Calamocha (4), and. terr., c. g. y dióc. de Zaragoza (18): sit. en llano, libre á la influencia de todos los vientos, con cielo alegre y clima saludable: tiene 115 casas desaliñadas y de mala fábrica; una escuela de primeras letras, y una igl. parr. (San Pedro Apóstol) servida por un cura, un beneficiado y un capellán: el curato es de segundo ascenso y se provee por S. M. ó el diocesano, previa oposicion en concurso general; el edificio está construido sobre las ruinas de un ant. cast., que se cree pertenecia á los templarios; el cementerio ocupa un parage ventilado fuera de la pobl.: los vec. se sirven para beber y demas usos domésticos, de las aguas de una hermosa fuente de piedra labrada con 3 caños y unas pilas tambien de piedra, por donde se conduce el agua á un lavadero. Confina el térm. por N. con el de Torralva de los Sisones (1/2 hora); E. con el de Villarva de los Morales (1/2); por S. con el de Pozuel (1/4), y por O. con la cordillera de montes que divide la Castilla del Aragon (3/4): en la circunferencia que describe, se encuentran 3 ermitas, y una casa donde se dividen los térm. de Castilla y Aragon: el terreno es de mediana calidad y de secano; hacia el O. hay un monte carrascal y rebollar, una deh. boalar, y un prado cerrado que en invierno se arrienda para los ganados, y pasado el dia de Santa Cruz de mayo, sirve para las caballerias de labor; en todo el térm. abunda mucho el esparto, el cual labran los vecinos y espenden por los pueblos inmediatos. caminos: son locales y provinciales; están muy descuidados. correo; el correo se recibe de Calamocha por balijero, los lunes, jueves y sábados, en cuyos dias se despacha. prod.: trigo, cebada, avena, azafrán y algunas legumbres: cria ganado lanar y cabrio y caza de perdices, conejos y liebres. ind. y comercio: se reduce aquella al esparto y este á la esportacion del mismo y alguna otra de sus prod. é importacion de los artículos que faltan. pobl. 99 vec., 396 almas.
(Madoz, 1846, p. 355)

## Demografía
Blancas cuenta con una población de 134 habitantes (INE 2024).
| Gráfica de evolución demográfica de Blancas entre 1842 y 2021                                                       |
| |
| Población de derecho según los censos de población del INE Población de hecho según los censos de población del INE |

## Administración y política
| Período   | Alcalde                     | Partido |  |
| --------- | --------------------------- | ------- |  |
| 1979-1983 | Jesús Sanz Sanz             | UCD     |  |
| 1983-1987 |                             |         |  |
| 1987-1991 |                             |         |  |
| 1991-1995 |                             |         |  |
| 1995-1999 |                             |         |  |
| 1999-2003 |                             |         |  |
| 2003-2007 |                             |         |  |
| 2007-2011 |                             |         |  |
| 2011-2015 | Alberto Cristóbal Fernández | PAR     |  |
| 2015-2019 | Alberto Cristóbal Fernández | PAR     |  |
| 2019-2023 | Román Valenzuela            | PP      |  |
| 2023-     | Román Valenzuela            | PP      |  |

| Partido político    | Partido político                                   | 2003   | 2007   | 2011   | 2015   | 2019   | 2023   |
| Partido político    | Partido político                                   | Ediles | Ediles | Ediles | Ediles | Ediles | Ediles |
|                     | Partido Aragonés (PAR)                             | 4      | 1      | 3      | 3      | 2      | 0      |
|                     | Ciudadanos (CS)                                    | —      | —      | —      | 2      | —      | —      |
|                     | Partido de los Socialistas de Aragón (PSOE-Aragón) | —      | 1      | —      | —      | —      | 1      |
|                     | Partido Popular de Aragón (PP)                     | 1      | 2      | 2      | —      | 3      | 3      |
|                     | Chunta Aragonesista (CHA)                          | —      | 1      | —      | —      | —      | —      |
|                     | Teruel Existe (TE)                                 | —      | —      | —      | —      | —      | 1      |
| Total de concejales | Total de concejales                                | 5      | 5      | 5      | 5      | 5      | 5      |

## Patrimonio
- Iglesia parroquial católica de San Pedro Apóstol.[3]
- Monte y ermita de la Virgen de la Carrasca.
- Ermita de San Roque, con los retablos del artista Armand Lluent.
- Ermita de San Pascual Bailón.
- Casa Grande o Palacio de Jaime I.

## Fiestas
- Virgen de la Carrasca, tercer domingo de agosto.